# Brunó Straub
Brunó Straub, född 5 januari 1914 i Nagyvárad, Österrike-Ungern, död 15 februari 1996 i Budapest, var en ungersk biokemist och politiker. Han var Ungerns president mellan 1988 och 1989.
Som biokemist var Straub med och upptäckte proteinet aktin. Han invaldes 1989 som utländsk ledamot av svenska Vetenskapsakademien.